# Dyskografia Lady Gagi
Amerykańska wokalistka, Lady Gaga wydała sześć solowych albumów studyjnych, dwie ścieżki filmowe, jedną kompilację, dwa albumy kolaboracyjne, trzy filmy dostępne na płycie DVD, cztery EP-ki, trzydzieści dziewięć singli (w tym również trzy jako artysta gościnny) oraz czternaście singli promocyjnych. Gaga zadebiutowała w sierpniu 2008 roku ze swoim albumem, The Fame, który uplasował się na miejscu drugim amerykańskiej listy Billboard 200 i pokrył się trzykrotną platyną w Stanach. Album również dotarł do szczytu list w Wielkiej Brytanii, Austrii, Kanadzie, Niemczech, Polsce czy Szwajcarii. Pierwsze dwa single, „Just Dance” i „Poker Face”, stały się światowymi sukcesami osiągając szczyty list, tj. UK Singles Chart, Billboard Hot 100, ARIA Charts czy Canadian Hot 100. Album był też promowany trzema innymi singlami, tj. „Eh, Eh (Nothing Else I Can Say)”, „LoveGame” i „Paparazzi”, który osiągnął szczyt na liście najlepiej sprzedających się singli w Niemczech, a pozostałe w Top 10 w innych krajach.
W listopadzie 2009 roku wydała ona swoją trzecią EP-kę, która również była reedycją jej debiutanckiego krążka, The Fame Monster. Osiągnęła ona szczyt listy albumów w Wielkiej Brytanii, Australii, Nowej Zelandii, a w Stanach Zjednoczonych uplasowała się na miejscu piątym oraz została pokryta platyną. Główny singel, „Bad Romance”, osiągnął światowy sukces, plasując się na szczycie dwunastu notowań oraz na drugim miejscu w Stanach. Następne single, „Telephone” oraz „Alejandro”, pojawiły się w top 10 wielu notowaniach. Do kwietnia 2012 roku, sprzedane zostało 15 milionów kopii The Fame i The Fame Monster na całym świecie. Jeszcze w 2010 roku, wokalistka wydała swój pierwszy remix album – The Remix – który zawierał remiksy piosenek z The Fame i The Fame Monster. Uplasował się on na szóstej pozycji w USA, oraz w top 5 innych, światowych list. The Remix sprzedało się do tej pory w 500 tys. kopii, dzięki czemu jest to jeden z najlepiej sprzedających się remix albumów na świecie.
Drugi album studyjny wokalistki, pt. Born This Way, miał swoją światową premierę w maju 2011 roku oraz zajął pierwsze miejsce w 20 krajach, w tym również w Stanach Zjednoczonych. Singel tytułowy, „Born This Way”, stał się kolejnym, sukcesywnym singlem piosenkarki plasując się na szczytach list przebojów w 19 krajach, w tym również na amerykańskiej Hot 100, gdzie stał się jej trzecim singlem numer jeden. Krążek był też promowany przez cztery single: „Judas”, „The Edge of Glory”, „You and I” oraz „Marry the Night”. Również w 2011, piosenkarka wydała swój drugi remix album - Born This Way: The Remix. Jej trzeci studyjny album, Artpop, został wydany w listopadzie 2013 roku, stał się jej drugim z kolei albumem numer jeden w Stanach i przed wydaniem, był poprzedzony dwoma singlami, które osiągnęły globalny sukces, czyli „Applause” i „Do What U Want”. We wrześniu 2014 roku, Gaga, wraz z piosenkarzem jazzowym, Tonym Bennettem, wydali razem swój album, Cheek To Cheek, który stał się trzecim albumem numer jeden Gagi w Stanach Zjednoczonych. W 2015 piosenkarka wydała singel „Til It Happens to You”, który został nominowany do nagrody Grammy w kategorii najlepsza piosenka napisana na potrzeby wizualnego medium.
W październiku 2016 piosenkarka wydała kolejny album, Joanne, którego pierwszy singel, „Perfect Illusion”, osiągnął umiarkowany sukces na świecie, a drugi, „Million Reasons”, stał się czternastym przebojem Gagi w Stanach Zjednoczonych. Jako czwarty z kolei, album pojawił się na szczycie amerykańskiej listy Billboard 200, dzięki czemu stała się pierwszą artystką z czterema albumami numer jeden w latach 10. XXI wieku w Stanach. Dwa lata później, wokalistka poszerzyła ten rekord do pięciu albumów numer jeden, wraz z wydaniem ścieżki dźwiękowej do filmu Narodziny gwiazdy, w którym piosenkarka grała główną rolę. Ścieżka ta dała Gadze kolejny światowej sławy singel - „Shallow”. Uplasował się on na szczytach list w ponad 20 krajach, w tym w Stanach. Pod koniec maja 2020 został wydany szósty album studyjny Gagi - Chromatica – który został poprzedzony dwoma singlami: „Stupid Love” oraz „Rain on Me”. W 2021 roku Lady Gaga wydała trzeci album z remixami zatytułowany Dawn of Chromatica. W tym samym roku opublikowany został album kolaboracyjny z Tonym Bennettem, Love for Sale, który został poprzedzony dwoma singlami promocyjnymi. W maju 2022 roku został wydany soundtrack do filmu Top Gun: Maverick, którego współautorką była Lady Gaga.
Do stycznia 2016 roku, Lady Gaga sprzedała ponad 27 mln albumów i 146 mln singli na całym świecie. W Wielkiej Brytanii sprzedała ona do dziś ponad 7,25 mln singli i 11,46 mln albumów w USA. Również w Stanach, Gaga jest jedyną i pierwszą artystką mającą 2 single, które przekroczyły aż 7 mln pobrań („Just Dance” i „Poker Face”). Według Recording Industry Association of America, na stan z marca 2020 roku, Gaga jest szóstą artystką mającą najlepiej sprzedające się single w formacie digital download, aż 77 mln.

## Albumy

### Albumy studyjne
| Dane dot. albumu | Pozycje na listach przebojów | Pozycje na listach przebojów | Pozycje na listach przebojów | Pozycje na listach przebojów | Pozycje na listach przebojów | Pozycje na listach przebojów | Pozycje na listach przebojów | Pozycje na listach przebojów | Pozycje na listach przebojów | Pozycje na listach przebojów | Pozycje na listach przebojów | Sprzedaż                                                                            | Certyfikat |
| Dane dot. albumu | POL                          | USA                          | AUS                          | CAN                          | FRA                          | GER                          | IRL                          | NLD                          | NZL                          | SWE                          | GBR                          | Sprzedaż                                                                            | Certyfikat |
| --- | ---------------------------- | ---------------------------- | ---------------------------- | ---------------------------- | ---------------------------- | ---------------------------- | ---------------------------- | ---------------------------- | ---------------------------- | ---------------------------- | ---------------------------- | ----------------------------------------------------------------------------------- | --- |
| The Fame - Wydany: 19 sierpnia 2008 (CAN) - Wytwórnia: Streamline, Kon Live, Cherrytree, Interscope - Format: CD, CD/DVD, LP, digital download, USB flash drive       | 1                            | 2                            | 3                            | 1                            | 2                            | 1                            | 1                            | 12                           | 2                            | 15                           | 1                            | - Świat: 15 000 000 - USA: 4,830,000 - CAN: 476 000 - FRA: 700 000 - GBR: 2 995 891 | - USA: 6× platynowa płyta - AUS: 4× platynowa płyta - GBR: 10× platynowa płyta - GER: 9× złota płyta - ITA: 4× platynowa płyta - AUT: 7× platynowa płyta - CHE: 4× platynowa płyta - CAN: 7× platynowa płyta - NZL: 5× platynowa płyta - FRA: diamentowa płyta - POL: 3× platynowa płyta |
| Born This Way - Wydany: 23 maja 2011 (US) - Wytwórnia: Streamline, Kon Live, Interscope - Format: CD, CD/DVD, LP, digital download, USB flash drive                   | 3                            | 1                            | 1                            | 1                            | 1                            | 1                            | 1                            | 5                            | 1                            | 1                            | 1                            | - Świat: 6 000 000 - USA: 2 430 000 - CAN: 93 000 - FRA: 190 000 - GBR: 989 000     | - USA: 4× platynowa płyta - AUS: 2× platynowa płyta - GRB: 3× platynowa płyta - GER: platynowa płyta - ITA: platynowa płyta - AUT: platynowa płyta - CHE: platynowa płyta - CAN: 4× platynowa płyta - NZL: platynowa płyta - FRA: 2× platynowa płyta - POL: platynowa płyta              |
| Artpop - Wydany: 6 listopada 2013 (JPN) - Wytwórnia: Streamline, Interscope - Format: CD, CD/DVD, LP, digital download                                                | 8                            | 1                            | 2                            | 3                            | 3                            | 3                            | 2                            | 4                            | 2                            | 6                            | 1                            | - Świat: 2 500 000 - USA: 781 000 - FRA: 60 000 - GBR: 207 243                      | - USA: platynowa płyta - GRB: złota płyta - ITA: złota płyta - AUT: złota płyta - CHE: złota płyta - CAN: platynowa płyta - FRA: platynowa płyta - POL: złota płyta |
| Joanne - Wydany: 21 października 2016 - Wytwórnia: Streamline, Interscope - Format: CD, LP, digital download                                                          | 10                           | 1                            | 2                            | 2                            | 9                            | 6                            | 3                            | 5                            | 2                            | 3                            | 3                            | - Świat: 1 000 000 - USA: 773 000 - FRA: 20 000 - GRB: 143 315                      | - USA: platynowa płyta - GRB: złota płyta - ITA: złota płyta - CAN: złota płyta - FRA: złota płyta - POL: platynowa płyta |
| Chromatica - Wydany: 29 maja 2020 - Wytwórnia: Interscope - Format: CD, LP, digital download, kaseta                                                                  | 9                            | 1                            | 1                            | 1                            | 1                            | 3                            | 1                            | 1                            | 1                            | 2                            | 1                            | - USA: 264 000 - GRB: 31 709                                                        | - GRB: złota płyta - CAN: złota płyta - POL: platynowa płyta |
| Love for Sale (wraz z Tonym Bennettem) - Wydany: 30 września 2021 - Wytwórnia: Streamline, Columbia, Interscope - Format: CD, digital download, LP, streaming, kaseta | 7                            | 8                            | 11                           | 33                           | 6                            | 5                            | 24                           | 10                           | –                            | –                            | 6                            | - USA: 38 000                                                                       | |
| Mayhem - Wydany: 7 marca 2025 - Wytwórnia: Streamline, Interscope |                              |                              |                              |                              |                              |                              |                              |                              |                              |                              |                              | - POL: 30 000+                                                                      | - POL: platynowa płyta |
| „–” oznacza, że album nie był notowany na danej liście. |                              |                              |                              |                              |                              |                              |                              |                              |                              |                              |                              |                                                                                     | |

### Ścieżki filmowe
| Dane dot. albumu | Pozycje na listach przebojów | Pozycje na listach przebojów | Pozycje na listach przebojów | Pozycje na listach przebojów | Pozycje na listach przebojów | Pozycje na listach przebojów | Pozycje na listach przebojów | Pozycje na listach przebojów | Pozycje na listach przebojów | Sprzedaż                                                         | Certyfikat |
| Dane dot. albumu | POL                          | USA                          | AUS                          | CAN                          | FRA                          | GER                          | ITA                          | NZL                          | GRB                          | Sprzedaż                                                         | Certyfikat |
| --- | ---------------------------- | ---------------------------- | ---------------------------- | ---------------------------- | ---------------------------- | ---------------------------- | ---------------------------- | ---------------------------- | ---------------------------- | ---------------------------------------------------------------- | --- |
| A Star Is Born (z Bradleyem Cooperem) - Wydany: 5 października 2018 - Wytwórnia: Interscope - Format: CD, LP, digital download, box set               | 1                            | 1                            | 1                            | 1                            | 1                            | 4                            | 4                            | 1                            | 1                            | - Świat: 6 000 000 - USA: 1 148 000 - CAN: 92 000 - FRA: 200 000 | - USA: 2× platynowa płyta - AUS: 2× platynowa płyta - GBR: platynowa płyta - ITA: platynowa płyta - AUT: platynowa płyta - CAN: 3× platynowa płyta - NZL: 3× platynowa płyta - FRA: diamentowa płyta - POL: 2× diamentowa płyta |
| Top Gun: Maverick (z Lorne Balfe, Harold Faltermeyer i Hans Zimmer) - Wydany: 27 maja 2022 - Wytwórnia: Interscope - Format: CD, LP, digital download | 19                           | 17                           | 11                           | 23                           | 17                           | 16                           | 74                           | 16                           | –                            |                                                                  | |

### Kompilacje
| Dane dot. albumu                                                                                    | Pozycje na listach |
| Dane dot. albumu                                                                                    | JPN                |
| --------------------------------------------------------------------------------------------------- | ------------------ |
| The Singles - Wydany: 8 grudnia 2010 (JPN) - Wytwórnia: Universal Music Japan - Format: 9CD box set | 166                |

### Remix albumy
| Dane dot. albumu | Pozycje na listach przebojów | Pozycje na listach przebojów | Pozycje na listach przebojów | Pozycje na listach przebojów | Pozycje na listach przebojów | Pozycje na listach przebojów | Pozycje na listach przebojów | Sprzedaż                                                     | Certyfikat                                |
| Dane dot. albumu | POL                          | USA                          | AUS                          | CAN                          | IRL                          | NZL                          | JPN                          | Sprzedaż                                                     | Certyfikat                                |
| --- | ---------------------------- | ---------------------------- | ---------------------------- | ---------------------------- | ---------------------------- | ---------------------------- | ---------------------------- | ------------------------------------------------------------ | ----------------------------------------- |
| The Remix - Wydany: 3 marca 2010 (JPN) - Wytwórnia: Interscope, Streamline, Kon Live, Cherrytree - Format: CD, digital download, LP             | 13                           | 6                            | 12                           | 5                            | 10                           | 9                            | 7                            | - Świat: 500 000 - USA: 316 000 - FRA: 50 000 - GBR: 166 440 | - GBR: złota płyta - JPN: platynowa płyta |
| Born This Way: The Remix - Wydany: 18 listopada 2011 (COL/GER) - Wytwórnia: Interscope, Streamline, Kon Live - Format: CD, digital download, LP | –                            | 105                          | 62                           | –                            | –                            | –                            | 14                           | - USA: 62 000 - FRA: 10 000 - GBR: 16 094                    | - JPN: złota płyta                        |
| „–” oznacza, że album nie był notowany na danej liście.                                                                                         |                              |                              |                              |                              |                              |                              |                              |                                                              |                                           |

## EP-ki
| Dane dot. albumu | Pozycje na listach przebojów | Pozycje na listach przebojów | Pozycje na listach przebojów | Pozycje na listach przebojów | Pozycje na listach przebojów | Pozycje na listach przebojów | Pozycje na listach przebojów | Pozycje na listach przebojów | Pozycje na listach przebojów | Pozycje na listach przebojów | Sprzedaż                                                     | Certyfikat |
| Dane dot. albumu | POL                          | USA                          | AUS                          | CAN                          | FRA                          | GER                          | NLD                          | NZL                          | SWE                          | GBR                          | Sprzedaż                                                     | Certyfikat |
| --- | ---------------------------- | ---------------------------- | ---------------------------- | ---------------------------- | ---------------------------- | ---------------------------- | ---------------------------- | ---------------------------- | ---------------------------- | ---------------------------- | ------------------------------------------------------------ | --- |
| The Cherrytree Sessions - Wydany: 3 lutego 2009 (US) - Wytwórnia: Streamline, Kon Live, Cherrytree, Interscope - Format: CD, digital download                                         | –                            | –                            | –                            | –                            | –                            | –                            | –                            | –                            | –                            | –                            | - USA: 9 000                                                 | |
| Hitmixes - Wydany: 25 sierpnia 2009 (CAN) - Wytwórnia: Universal Music Canada - Format: CD                                                                                            | –                            | –                            | –                            | 8                            | –                            | –                            | –                            | –                            | –                            | –                            |                                                              | |
| The Fame Monster - Wydany: 18 listopada 2009 (ITA/JPN) - Wytwórnia: Streamline, Kon Live, Cherrytree, Interscope - Format: CD, CD/DVD, LP, digital download, box set, USB flash drive | 1                            | 5                            | 1                            | 6                            | 13                           | 1                            | 4                            | 1                            | 2                            | 1                            | - Świat: (Patrz na The Fame) - USA: 1 650 000 - FRA: 177 122 | - USA: 5× platynowa płyta - AUS: 3× platynowa płyta - BEL: 2× platynowa płyta - SWE: platynowa płyta - JPN: 2× platynowa płyta - FRA: 2× platynowa płyta - POL: diamentowa płyta |
| A Very Gaga Holiday - Wydany: 22 listopada 2011 (US) - Wytwórnia: Streamline, Kon Live, Interscope - Format: Digital download                                                         | –                            | 52                           | –                            | 74                           | –                            | –                            | –                            | –                            | –                            | –                            | - USA: 46 000                                                | |
| „–” oznacza, że album nie był notowany na danej liście. |                              |                              |                              |                              |                              |                              |                              |                              |                              |                              |                                                              | |

## Single

### Jako główna wykonawczyni
| Singel                                                        | Rok  | Pozycje na listach przebojów | Pozycje na listach przebojów | Pozycje na listach przebojów | Pozycje na listach przebojów | Pozycje na listach przebojów | Pozycje na listach przebojów | Pozycje na listach przebojów | Pozycje na listach przebojów | Pozycje na listach przebojów | Pozycje na listach przebojów | Pozycje na listach przebojów | Certyfikat | Album                        |
| Singel                                                        | Rok  | POL (Air.)                   | USA                          | AUS                          | CAN                          | FRA                          | GER                          | IRL                          | NLD                          | NZL                          | SWE                          | GBR                          | Certyfikat | Album                        |
| ------------------------------------------------------------- | ---- | ---------------------------- | ---------------------------- | ---------------------------- | ---------------------------- | ---------------------------- | ---------------------------- | ---------------------------- | ---------------------------- | ---------------------------- | ---------------------------- | ---------------------------- | --- | ---------------------------- |
| „Just Dance” (wraz z Colby O’Donis)                           | 2008 | 88                           | 1                            | 1                            | 1                            | 14                           | 10                           | 1                            | 4                            | 3                            | 3                            | 1                            | - USA: 9× platynowa płyta - AUS: 3× platynowa płyta - GRB: 2× platynowa płyta - GER: złota płyta - ITA: złota płyta - CHE: 2× platynowa płyta - CAN: 6× platynowa płyta - NZL: platynowa płyta                                                               | The Fame                     |
| „Poker Face”                                                  | 2008 | 69                           | 1                            | 1                            | 1                            | 1                            | 1                            | 1                            | 1                            | 1                            | 1                            | 1                            | - USA: diamentowa płyta - AUS: 6× platynowa płyta - GRB: 2× platynowa płyta - GER: 3× platynowa płyta - ITA: 2× platynowa płyta - AUT: złota płyta - CHE: 3× platynowa płyta - CAN: 8× platynowa płyta - NZL: 2× platynowa płyta                             | The Fame                     |
| „Eh, Eh (Nothing Else I Can Say)”                             | 2009 | –                            | –                            | 15                           | 68                           | 7                            | –                            | –                            | 34                           | 9                            | 2                            | –                            | - USA: złota płyta - AUS: złota płyta - NZL: złota płyta | The Fame                     |
| „LoveGame”                                                    | 2009 | –                            | 5                            | 4                            | 2                            | 5                            | 7                            | 30                           | 27                           | 12                           | 12                           | 19                           | - USA: 3× platynowa płyta - AUS: platynowa płyta - GRB: srebrna płyta - CAN: 2× platynowa płyta - NZL: złota płyta | The Fame                     |
| „Paparazzi”                                                   | 2009 | –                            | 6                            | 2                            | 3                            | 6                            | 1                            | 4                            | 17                           | 5                            | 22                           | 4                            | - USA: 5× platynowa płyta - AUS: 2× platynowa płyta - GRB: platynowa płyta - GER: platynowa płyta - ITA: platynowa płyta - CHE: złota płyta - NZL: złota płyta                                                                                               | The Fame                     |
| „Bad Romance”                                                 | 2009 | 98                           | 2                            | 2                            | 1                            | 1                            | 1                            | 1                            | 7                            | 2                            | 1                            | 1                            | - USA: 11× platynowa płyta - AUS: 4× platynowa płyta - GBR: 2× platynowa płyta - GER: 3× złota płyta - ITA: 2× platynowa płyta - CHE: platynowa płyta - CAN: 7× platynowa płyta - NZL: 2× platynowa płyta - FRA: platynowa płyta                             | The Fame Monster             |
| „Telephone” (wraz z Beyoncé)                                  | 2010 | 1                            | 3                            | 3                            | 3                            | 3                            | 3                            | 1                            | 10                           | 3                            | 2                            | 1                            | - USA: 5× platynowa płyta - AUS: 3× platynowa płyta - GRB: platynowa płyta - GER: złota płyta - ITA: platynowa płyta - CHE: złota płyta - CAN: 3× platynowa płyta - NZL: platynowa płyta - FRA: złota płyta                                                  | The Fame Monster             |
| „Alejandro”                                                   | 2010 | 1                            | 5                            | 2                            | 4                            | 3                            | 2                            | 3                            | 7                            | 11                           | 3                            | 7                            | - USA: 4× platynowa płyta - AUS: platynowa płyta - GRB: złota płyta - GER: platynowa płyta - ITA: 2× platynowa płyta - CHE: platynowa płyta - NZL: złota płyta - FRA: Gold                                                                                   | The Fame Monster             |
| „Dance in the Dark”                                           | 2010 | –                            | –                            | 24                           | 88                           | –                            | –                            | –                            | –                            | –                            | –                            | 89                           | | The Fame Monster             |
| „Born This Way”                                               | 2011 | 1                            | 1                            | 1                            | 1                            | 2                            | 1                            | 1                            | 1                            | 1                            | 1                            | 3                            | - USA: 6× platynowa płyta - AUS: 4× platynowa płyta - GRB: platynowa płyta - GER: platynowa płyta - ITA: platynowa płyta - CHE: platynowa płyta - NZL: platynowa płyta                                                                                       | Born This Way                |
| „Judas”                                                       | 2011 | –                            | 10                           | 6                            | 8                            | 7                            | 23                           | 4                            | 5                            | 12                           | 7                            | 8                            | - USA: 2× platynowa płyta - AUS: platynowa płyta - GRB: złota płyta - ITA: złota płyta - NZL: złota płyta | Born This Way                |
| „The Edge of Glory”                                           | 2011 | –                            | 3                            | 2                            | 3                            | 7                            | 3                            | 4                            | 9                            | 3                            | 19                           | 6                            | - USA: 4× platynowa płyta - AUS: 2× platynowa płyta - GRB: platynowa płyta - GER: złota płyta - ITA: złota płyta - CHE: złota płyta - NZL: złota płyta | Born This Way                |
| „You and I”                                                   | 2011 | –                            | 6                            | 14                           | 10                           | 98                           | 21                           | 32                           | 83                           | 5                            | –                            | 23                           | - USA: 3× platynowa płyta - AUS: złota płyta - GRB: srebrna płyta - NZL: złota płyta | Born This Way                |
| „The Lady Is a Tramp” (wraz z Tonym Bennettem)                | 2011 | –                            | –                            | –                            | –                            | –                            | –                            | –                            | –                            | –                            | –                            | 188                          | | Duets II                     |
| „Marry the Night”                                             | 2011 | –                            | 29                           | 80                           | 11                           | 50                           | 17                           | 24                           | –                            | –                            | –                            | 16                           | - USA: platynowa płyta - GRB: srebrna płyta | Born This Way                |
| „Applause”                                                    | 2013 | 7                            | 4                            | 11                           | 4                            | 3                            | 5                            | 9                            | 15                           | 7                            | 17                           | 5                            | - USA: 4× platynowa płyta - AUS: platynowa płyta - GRB: złota płyta - GER: złota płyta - ITA: platynowa płyta - CAN: 2× platynowa płyta - NZL: złota płyta                                                                                                   | ARTPOP                       |
| „Do What U Want” (wraz z R. Kellym)                           | 2013 | –                            | 13                           | 21                           | 3                            | 8                            | 14                           | 9                            | 27                           | 12                           | 4                            | 9                            | - USA: platynowa płyta - GRB: złota płyta - GER: złota płyta - ITA: platynowa płyta - CAN: złota płyta | ARTPOP                       |
| „G.U.Y.”                                                      | 2014 | –                            | 76                           | 88                           | –                            | 92                           | –                            | –                            | –                            | –                            | –                            | 115                          | | ARTPOP                       |
| „Anything Goes” (wraz z Tonym Bennettem)                      | 2014 | –                            | –                            | –                            | –                            | 178                          | –                            | –                            | –                            | –                            | –                            | 174                          | | Cheek to Cheek               |
| „I Can't Give You Anything but Love” (wraz z Tonym Bennettem) | 2014 | –                            | –                            | –                            | –                            | 173                          | –                            | –                            | –                            | –                            | –                            | –                            | | Cheek to Cheek               |
| „Til It Happens to You”                                       | 2015 | –                            | 95                           | –                            | 46                           | 46                           | –                            | –                            | –                            | –                            | –                            | 171                          | | Nie należy do żadnego albumu |
| „Perfect Illusion”                                            | 2016 | 50                           | 15                           | 14                           | 17                           | 1                            | 31                           | 22                           | 58                           | 31                           | 38                           | 12                           | - USA: złota płyta - AUS: złota płyta - GRB: srebrna płyta - ITA: złota płyta - CAN: złota płyta | Joanne                       |
| „Million Reasons”                                             | 2016 | –                            | 4                            | 34                           | 16                           | 29                           | 85                           | 58                           | –                            | –                            | 71                           | 39                           | - USA: 3× platynowa płyta - AUS: platynowa płyta - GRB: złota płyta - ITA: 3× platynowa płyta - CAN: złota płyta - FRA: złota płyta - POL: 2× platynowa płyta                                                                                                | Joanne                       |
| „The Cure”                                                    | 2017 | –                            | 39                           | 10                           | 33                           | 108                          | 57                           | 24                           | 80                           | –                            | 51                           | 19                           | - USA: platynowa płyta - AUS: platynowa płyta - GBR: złota płyta - ITA: platynowa płyta | Nie należy do żadnego albumu |
| „Joanne”                                                      | 2017 | –                            | –                            | –                            | –                            | 190                          | –                            | –                            | –                            | –                            | –                            | 154                          | | Joanne                       |
| „Shallow” (wraz z Bradleyem Cooperem)                         | 2018 | 27                           | 1                            | 1                            | 1                            | 3                            | 4                            | 1                            | 5                            | 1                            | 1                            | 1                            | - USA: 4× platynowa płyta - AUS: 6× platynowa płyta - GRB: 2× platynowa płyta - GER: platynowa płyta - ITA: 4× platynowa płyta - AUT: platynowa płyta - CAN: 8× platynowa płyta - NZL: 3× platynowa płyta - FRA: diamentowa płyta - POL: 2× diamentowa płyta | A Star Is Born               |
| „Always Remember Us This Way”                                 | 2018 | –                            | 41                           | 12                           | 26                           | 18                           | 84                           | 3                            | 30                           | 14                           | 8                            | 25                           | - USA: platynowa płyta - AUS: platynowa płyta - GRB: złota płyta - ITA: platynowa płyta - NZL: platynowa płyta - FRA: diamentowa płyta - POL: diamentowa płyta                                                                                               | A Star Is Born               |
| „I’ll Never Love Again” (wraz z Bradleyem Cooperem)           | 2019 | –                            | 36                           | 15                           | 43                           | 61                           | –                            | 10                           | –                            | –                            | –                            | 27                           | - USA: platynowa płyta - AUS: złota płyta - GRB: złota płyta - ITA: złota płyta - FRA: złota płyta - POL: 3× platynowa płyta | A Star Is Born               |
| „Stupid Love”                                                 | 2020 | 51                           | 5                            | 7                            | 7                            | 36                           | 21                           | 6                            | 56                           | 23                           | 24                           | 5                            | - GRB: srebrna płyta - CAN: złota płyta - POL: platynowa płyta | Chromatica                   |
| „Rain on Me” (wraz z Arianą Grande)                           | 2020 | 3                            | 1                            | 2                            | 1                            | 12                           | 9                            | 1                            | 9                            | 2                            | 8                            | 1                            | - USA: platynowa płyta - AUS: platynowa płyta - GRB: platynowa płyta - ITA: złota płyta - NZL: złota płyta - CAN: złota płyta - POL: 3× platynowa płyta | Chromatica                   |
| „I Get a Kick Out of You” (oraz Tony Bennett)                 | 2021 | –                            | –                            | –                            | –                            | –                            | –                            | –                            | –                            | –                            | –                            | –                            | | Love for Sale                |
| „Love for Sale” (oraz Tony Bennett)                           | 2021 | –                            | –                            | –                            | –                            | –                            | –                            | –                            | –                            | –                            | –                            | –                            | | Love for Sale                |
| „Hold My Hand”                                                | 2022 | –                            | 49                           | 29                           | 25                           | 32                           | 72                           | 49                           | 28                           | 33                           | 61                           | 24                           | - AUS: platynowa płyta - GRB: srebrna płyta - ITA: złota płyta - POL: 2x platynowa płyta | Top Gun: Maverick            |
| „Bloody Mary”                                                 | 2022 | 2                            | 47                           | –                            | 50                           | 43                           | 31                           | 20                           | 97                           | –                            | 30                           | 22                           | | Born This Way                |
| „Die with a Smile” (oraz Bruno Mars)                          | 2024 |                              |                              |                              |                              |                              |                              |                              |                              |                              |                              |                              | - POL: 3× platynowa płyta | Mayhem                       |
| „Disease”                                                     | 2024 |                              |                              |                              |                              |                              |                              |                              |                              |                              |                              |                              | | Mayhem                       |
| „Abracadabra”                                                 | 2024 |                              |                              |                              |                              |                              |                              |                              |                              |                              |                              |                              | - POL: złota płyta | Mayhem                       |
| „–” oznacza, że singel nie był notowany na danej liście.      |      |                              |                              |                              |                              |                              |                              |                              |                              |                              |                              |                              | |                              |

### Z gościnnym udziałem
| Singel | Rok  | Pozycje na listach przebojów | Pozycje na listach przebojów | Pozycje na listach przebojów | Pozycje na listach przebojów | Pozycje na listach przebojów | Pozycje na listach przebojów | Sprzedaż       | Album                |
| Singel | Rok  | USA                          | AUS                          | CAN                          | IRL                          | NZL                          | GBR                          | Sprzedaż       | Album                |
| --- | ---- | ---------------------------- | ---------------------------- | ---------------------------- | ---------------------------- | ---------------------------- | ---------------------------- | -------------- | -------------------- |
| „Chillin” (singel Wale’a z gościnnym udziałem Lady Gagi)                                                   | 2009 | 99                           | 29                           | 73                           | 19                           | –                            | 12                           |                | Attention Deficit    |
| „Video Phone (Extended Remix)” (singel Beyoncé z gościnnym udziałem Lady Gagi)                             | 2009 | 65                           | 31                           | –                            | –                            | 32                           | 58                           | - USA: 280 000 | I Am... Sasha Fierce |
| „3-Way (The Golden Rule)” (singel The Lonely Island z gościnnym udziałem Justina Timberlake’a i Lady Gagi) | 2011 | –                            | –                            | –                            | –                            | –                            | –                            |                | The Wack Album       |
| „–” oznacza, że singel nie był notowany na danej liście.                                                   |      |                              |                              |                              |                              |                              |                              |                |                      |

### Single promocyjne
| Singel                                                   | Rok  | Pozycje na listach przebojów | Pozycje na listach przebojów | Pozycje na listach przebojów | Pozycje na listach przebojów | Pozycje na listach przebojów | Pozycje na listach przebojów | Pozycje na listach przebojów | Pozycje na listach przebojów | Pozycje na listach przebojów | Certyfikat         | Album                        |
| Singel                                                   | Rok  | USA                          | AUS                          | CAN                          | FRA                          | GER                          | ITA                          | JPN                          | NZL                          | GBR                          | Certyfikat         | Album                        |
| -------------------------------------------------------- | ---- | ---------------------------- | ---------------------------- | ---------------------------- | ---------------------------- | ---------------------------- | ---------------------------- | ---------------------------- | ---------------------------- | ---------------------------- | ------------------ | ---------------------------- |
| „Beautiful, Dirty, Rich”                                 | 2008 | –                            | –                            | –                            | –                            | –                            | –                            | –                            | –                            | 83                           | - USA: złota płyta | The Fame                     |
| „Vanity”                                                 | 2008 | –                            | –                            | –                            | –                            | –                            | –                            | –                            | –                            | –                            |                    | Nie należy do żadnego albumu |
| „Christmas Tree” (wraz ze Space Cowboyem)                | 2008 | –                            | –                            | 79                           | –                            | –                            | –                            | –                            | –                            | –                            |                    | Nie należy do żadnego albumu |
| „Boys Boys Boys”                                         | 2009 | –                            | –                            | –                            | –                            | –                            | –                            | –                            | –                            | –                            | - USA: złota płyta | The Fame                     |
| „Poker Face / Speechless / Your Song”                    | 2010 | –                            | –                            | 94                           | –                            | –                            | –                            | –                            | –                            | –                            |                    | Nie należy do żadnego albumu |
| „Hair”                                                   | 2011 | 12                           | 20                           | 11                           | 16                           | –                            | 5                            | –                            | 9                            | 13                           |                    | Born This Way                |
| „Venus”                                                  | 2013 | 32                           | 31                           | 19                           | 9                            | 35                           | 7                            | –                            | 20                           | 76                           |                    | Artpop                       |
| „Dope”                                                   | 2013 | 8                            | 34                           | 96                           | 8                            | 34                           | 5                            | –                            | 20                           | 124                          |                    | Artpop                       |
| „Winter Wonderland” (wraz z Tonym Bennettem)             | 2014 | –                            | –                            | –                            | –                            | –                            | –                            | –                            | –                            | –                            |                    | Nie należy do żadnego albumu |
| „A-YO”                                                   | 2016 | 66                           | –                            | 55                           | 167                          | –                            | –                            | –                            | –                            | 66                           |                    | Joanne                       |
| „Your Song”                                              | 2018 | –                            | –                            | –                            | –                            | –                            | –                            | 27                           | –                            | –                            |                    | Revamp                       |
| „Sour Candy” (wraz z Blackpink)                          | 2020 | 33                           | 8                            | 18                           | 62                           | –                            | 46                           | 82                           | 12                           | 17                           | - POL: złota płyta | Chromatica                   |
| „Free Woman”                                             | 2020 | –                            | 75                           | 80                           | 143                          | –                            | –                            | –                            | –                            | –                            |                    | Chromatica                   |
| „–” oznacza, że singel nie był notowany na danej liście. |      |                              |                              |                              |                              |                              |                              |                              |                              |                              |                    |                              |

## Inne notowane utwory
| Utwór                                                                        | Rok  | Pozycje na listach przebojów | Pozycje na listach przebojów | Pozycje na listach przebojów | Pozycje na listach przebojów | Pozycje na listach przebojów | Pozycje na listach przebojów | Pozycje na listach przebojów | Pozycje na listach przebojów | Sprzedaż                     | Certyfikat             | Album               |
| Utwór                                                                        | Rok  | USA                          | AUS                          | CAN                          | FRA                          | ITA                          | NZL                          | SWE                          | GRB                          | Sprzedaż                     | Certyfikat             | Album               |
| ---------------------------------------------------------------------------- | ---- | ---------------------------- | ---------------------------- | ---------------------------- | ---------------------------- | ---------------------------- | ---------------------------- | ---------------------------- | ---------------------------- | ---------------------------- | ---------------------- | ------------------- |
| „The Fame”                                                                   | 2008 | –                            | 73                           | –                            | –                            | –                            | –                            | –                            | –                            |                              |                        | The Fame            |
| „Starstruck” (utwór Lady Gagi z gościnnym udziałem Space Cowboya i Flo Ridy) | 2008 | –                            | –                            | 74                           | –                            | –                            | –                            | –                            | 191                          | - USA: 803 000               | - USA: platynowa płyta | The Fame            |
| „Big Girl Now” (utwór New Kids on the Block z gościnnym udziałem Lady Gagi)  | 2008 | –                            | –                            | 84                           | –                            | –                            | –                            | –                            | –                            |                              |                        | The Block           |
| „Monster”                                                                    | 2009 | –                            | 80                           | –                            | –                            | –                            | 29                           | –                            | 68                           | - USA: 207 000               | - USA: złota płyta     | The Fame Monster    |
| „Speechless”                                                                 | 2009 | 94                           | –                            | 67                           | –                            | –                            | –                            | –                            | 88                           | - USA: 197 000 - GRB: 60 000 | - USA: złota płyta     | The Fame Monster    |
| „So Happy I Could Die”                                                       | 2009 | –                            | –                            | –                            | –                            | –                            | –                            | 53                           | 84                           |                              |                        | The Fame Monster    |
| „Teeth”                                                                      | 2009 | –                            | –                            | –                            | –                            | –                            | –                            | –                            | 107                          |                              |                        | The Fame Monster    |
| „Scheiße”                                                                    | 2011 | –                            | –                            | –                            | –                            | –                            | –                            | –                            | 136                          |                              |                        | Born This Way       |
| „Black Jesus + Amen Fashion”                                                 | 2011 | –                            | –                            | –                            | –                            | –                            | –                            | –                            | 172                          |                              |                        | Born This Way       |
| „Fashion of His Love”                                                        | 2011 | –                            | –                            | –                            | –                            | –                            | –                            | –                            | 140                          |                              |                        | Born This Way       |
| „The Queen”                                                                  | 2011 | –                            | –                            | –                            | –                            | –                            | –                            | –                            | 152                          |                              |                        | Born This Way       |
| „White Christmas”                                                            | 2011 | –                            | –                            | –                            | –                            | –                            | –                            | –                            | 87                           |                              |                        | A Very Gaga Holiday |
| „Aura”                                                                       | 2013 | –                            | –                            | –                            | –                            | –                            | –                            | –                            | –                            | - ROK: 3 248                 |                        | Artpop              |
| „Sexxx Dreams”                                                               | 2013 | –                            | –                            | –                            | –                            | –                            | –                            | –                            | –                            | - ROK: 3 414                 |                        | Artpop              |
| „Jewels N'Drugs” (z gościnnym udziałem T.I., Too Short i Twista)             | 2013 | –                            | –                            | –                            | –                            | –                            | –                            | –                            | –                            | - ROK: 2 744                 |                        | Artpop              |
| „Manicure”                                                                   | 2013 | –                            | –                            | –                            | –                            | –                            | –                            | –                            | –                            | - ROK: 2 811                 |                        | Artpop              |
| „Artpop”                                                                     | 2013 | –                            | –                            | –                            | 185                          | –                            | –                            | –                            | –                            | - ROK: 3 157                 |                        | Artpop              |
| „Swine”                                                                      | 2013 | –                            | –                            | –                            | –                            | –                            | –                            | –                            | –                            | - ROK: 2 403                 |                        | Artpop              |
| „Donatella”                                                                  | 2013 | –                            | –                            | –                            | –                            | –                            | –                            | –                            | –                            | - ROK: 2 508                 |                        | Artpop              |
| „Fashion!”                                                                   | 2013 | –                            | –                            | –                            | –                            | –                            | –                            | –                            | –                            | - ROK: 2 536                 |                        | Artpop              |
| „Mary Jane Holland”                                                          | 2013 | –                            | –                            | –                            | –                            | –                            | –                            | –                            | –                            | - ROK: 2 431                 |                        | Artpop              |
| „Gypsy”                                                                      | 2013 | –                            | –                            | –                            | –                            | –                            | –                            | –                            | –                            | - ROK: 4 768                 |                        | Artpop              |
| „Diamond Heart”                                                              | 2016 | –                            | –                            | –                            | –                            | –                            | –                            | –                            | 155                          |                              |                        | Joanne              |
| „John Wayne”                                                                 | 2016 | –                            | –                            | –                            | –                            | –                            | –                            | –                            | 180                          |                              |                        | Joanne              |
| „Dancin’ In Circles'”                                                        | 2016 | –                            | –                            | –                            | –                            | –                            | –                            | –                            | 186                          |                              |                        | Joanne              |
| „Angel Down”                                                                 | 2016 | –                            | –                            | –                            | –                            | –                            | –                            | –                            | 152                          |                              |                        | Joanne              |
| „Music to My Eyes” (z Bradleyem Cooperem)                                    | 2018 | –                            | –                            | –                            | –                            | –                            | –                            | –                            | –                            |                              |                        | A Star Is Born      |
| „Look What I Found”                                                          | 2018 | –                            | –                            | –                            | –                            | –                            | –                            | –                            | –                            |                              | - POL: złota płyta     | A Star Is Born      |
| „Is That Alright?”                                                           | 2018 | 63                           | 96                           | 85                           | –                            | –                            | –                            | –                            | –                            |                              | - POL: złota płyta     | A Star Is Born      |
| „Before I Cry”                                                               | 2018 | –                            | –                            | –                            | –                            | –                            | –                            | –                            | –                            |                              |                        | A Star Is Born      |
| „Chromatica I”                                                               | 2020 | –                            | –                            | –                            | –                            | –                            | –                            | –                            | –                            |                              |                        | Chromatica          |
| „Alice”                                                                      | 2020 | 84                           | –                            | 78                           | 112                          | 84                           | –                            | –                            | 29                           |                              |                        | Chromatica          |
| „Fun Tonight”                                                                | 2020 | –                            | –                            | –                            | 199                          | –                            | –                            | –                            | –                            |                              |                        | Chromatica          |
| „911”                                                                        | 2020 | –                            | –                            | 85                           | 141                          | 92                           | –                            | –                            | –                            |                              |                        | Chromatica          |
| „Plastic Doll”                                                               | 2020 | –                            | –                            | –                            | –                            | –                            | –                            | –                            | –                            |                              |                        | Chromatica          |
| „Enigma”                                                                     | 2020 | –                            | –                            | –                            | –                            | –                            | –                            | –                            | –                            |                              |                        | Chromatica          |
| „Replay”                                                                     | 2020 | –                            | –                            | –                            | –                            | –                            | –                            | –                            | –                            |                              |                        | Chromatica          |
| „Sine from Above”                                                            | 2020 | –                            | –                            | –                            | 200                          | –                            | –                            | –                            | –                            |                              |                        | Chromatica          |
| „–” oznacza, że utwór nie był notowany na danej liście.                      |      |                              |                              |                              |                              |                              |                              |                              |                              |                              |                        |                     |

## Wystąpienia gościnne
| Utwór                           | Rok  | Inny wykonawca/ Inni wykonawcy                      | Album                       |
| ------------------------------- | ---- | --------------------------------------------------- | --------------------------- |
| „Fountain of Truth”             | 2006 | Melle Mel                                           | The Portal in the Park      |
| „World Family Tree”             | 2006 | Melle Mel                                           | The Portal in the Park      |
| „Fashion”                       | 2009 | Brak                                                | Wyznania zakupoholiczki     |
| „We're Doing a Sequel”          | 2014 | Muppety, Tony Bennett                               | Muppety: Poza prawem        |
| „I Want Your Love”              | 2018 | Nile Rogers i Chic                                  | It’s About Time             |
| „Don't Let Me Be Misunderstood” | 2018 | Brian Newman                                        | Showboat                    |
| „Smile”                         | 2020 | Brak                                                | One World: Together at Home |
| „The Prayer”                    | 2020 | Andrea Bocelli, Céline Dion, John Legend, Lang Lang | One World: Together at Home |

## Napisane lub wyprodukowane utwory
| Utwór                 | Rok  | Wykonawca                    | Album                           | Uwagi            |
| --------------------- | ---- | ---------------------------- | ------------------------------- | ---------------- |
| „Full Service”        | 2008 | New Kids on the Block        | The Block                       | współautorka     |
| „Quicksand”           | 2008 | Britney Spears               | Circus                          | współautorka     |
| „Make Her Say”        | 2009 | Kid Cudi, Kanye West, Common | Man on the Moon: The End of Day | współautorka     |
| „Murder My Heart”     | 2009 | Michael Bolton               | One World One Love              | współautorka     |
| „Fever”               | 2009 | Adam Lambert                 | For Your Entertainment          | współautorka     |
| „Lola”                | 2009 | Valeria                      | Freshly Squeezed                | współautorka     |
| „Let Dem Hoes Fight”  | 2010 | Trina                        | Amazin'                         | współautorka     |
| „Invading My Mind”    | 2011 | Jennifer Lopez               | Love?                           | współproducentka |
| „Hypnotico”           | 2011 | Jennifer Lopez               | Love?                           | współautorka     |
| „Don't Let Love Down” | 2016 | Rob Fusari                   | N/A                             | współautorka     |
| „November”            | 2019 | Hunter Blair Ambrose         | Scorpio Rising                  | współautorka     |

## DVD
| Dane dot. wydawnictwa | Rok  |
| --- | ---- |
| The Fame Monster: Video EP - Wydany: 7 maja 2010 - Wytwórnia: Streamline, Kon Live, Cherrytree, Interscope - Format: digital download                                                 | 2010 |
| Lady Gaga Presents the Monster Ball Tour: At Madison Square Garden - Wydany: 21 listopada 2011 - Wytwórnia: Streamline, Interscope, Kon Live - Format: DVD, blu-ray, digital download | 2011 |
| Tony Bennett and Lady Gaga: Cheek to Cheek Live! - Wydany: 20 stycznia 2015 - Wytwórnia: Streamline, Interscope, Columbia - Format: DVD, blu-ray, digital download                    | 2015 |

## Teledyski

### Jako główna wykonawczyni
| Tytuł                                       | Rok  | Reżyser(zy)                              | Przypis |
| ------------------------------------------- | ---- | ---------------------------------------- | ------- |
| „Just Dance”                                | 2008 | Melina Matsoukas                         | [ 146 ] |
| „Beautiful, Dirty, Rich”                    | 2008 | Melina Matsoukas                         | [ 146 ] |
| „Poker Face”                                | 2008 | Ray Kay                                  | [ 147 ] |
| „Don't Give Up”                             | 2009 | Nieznany                                 | [ 148 ] |
| „Eh, Eh (Nothing Else I Can Say)”           | 2009 | Joseph Kahn                              | [ 149 ] |
| „LoveGame”                                  | 2009 | Joseph Kahn                              | [ 149 ] |
| „Paparazzi”                                 | 2009 | Jonas Åkerlund                           | [ 150 ] |
| „Bad Romance”                               | 2009 | Francis Lawrence                         | [ 151 ] |
| „Telephone”                                 | 2010 | Jonas Åkerlund                           | [ 152 ] |
| „Alejandro”                                 | 2010 | Steven Klein                             | [ 153 ] |
| „Born This Way”                             | 2011 | Nick Knight                              | [ 154 ] |
| „Judas”                                     | 2011 | Lady Gaga Laurieann Gibson               | [ 155 ] |
| „The Edge Of Glory”                         | 2011 | Haus of Gaga                             | [ 156 ] |
| „Yoü and I”                                 | 2011 | Laurieann Gibson                         | [ 157 ] |
| „Marry the Night”                           | 2011 | Lady Gaga                                | [ 158 ] |
| „Applause”                                  | 2013 | Inez van Lamsweerde Vinoodh Matadin      | [ 159 ] |
| „Do What U Want”                            | 2013 | Terry Richardson                         | [ 160 ] |
| „G.U.Y. – An ARTPOP Film”                   | 2014 | Lady Gaga                                | [ 161 ] |
| „Anything Goes”                             | 2014 | Nicole Ehrlich Harvey White              | [ 162 ] |
| „I Can't Give You Anything but Love”        | 2014 | Nicole Ehrlich Harvey White              | [ 163 ] |
| „But Beautiful”                             | 2014 | Nicole Ehrlich Harvey White              | [ 164 ] |
| „It Don't Mean a Thing”                     | 2014 | Nicole Ehrlich Harvey White              | [ 165 ] |
| „Til It Happens to You”                     | 2015 | Catherine Hardwicke                      | [ 166 ] |
| „I Want Your Love”                          | 2015 | Nick Knight                              | [ 167 ] |
| „Perfect Illusion”                          | 2016 | Ruth Hogben Andrea Gelardin              | [ 168 ] |
| „Million Reasons”                           | 2016 | Lady Gaga Ruth Hogben Andrea Gelardin    | [ 169 ] |
| „John Wayne”                                | 2017 | Jonas Åkerlund                           | [ 170 ] |
| „Joanne (Where Do You Think You're Goin'?)” | 2018 | Ruth Hogben Andrea Gelardin Haus of Gaga | [ 171 ] |
| „Shallow”                                   | 2018 | Nieznany                                 | [ 172 ] |
| „Look What I Found”                         | 2018 | Nieznany                                 | [ 173 ] |
| „I’ll Never Love Again”                     | 2018 | Nieznany                                 | [ 174 ] |
| „Always Remember Us This Way”               | 2018 | Nieznany                                 | [ 175 ] |
| „Stupid Love”                               | 2020 | Daniel Askill                            | [ 176 ] |
| „Rain on Me”                                | 2020 | Robert Rodriguez                         | [ 177 ] |

### W gościnnym udziale
| Tytuł                     | Rok  | Reżyser(zy)                  | Przypis |
| ------------------------- | ---- | ---------------------------- | ------- |
| „Magnetic Baby”           | 2007 | Pamela Romanowsky            | [ 178 ] |
| „Chillin'”                | 2009 | Chris Robinson               | [ 179 ] |
| „Video Phone”             | 2009 | Hype Williams                | [ 180 ] |
| „3-Way (The Golden Rule)” | 2011 | Akiva Schaffer Jorma Taccone | [ 181 ] |